# Felszeghy Béla
Felszeghy Béla (Melegföldvár, 1882. március 22. – Budapest, 1951. június 28.) magyar jogász, közigazgatási, államjogi és pszichológiai szakíró.

## Munkássága
Közigazgatási kérdésekkel foglalkozó szakmunkái 1919 előtt jelentek meg, így a magyar, német és román nyelven kiadott A községi igazgatás körében felmerülő legfontosabb teendők és tudnivalók (Beszterce, 1910), majd A községi illetőség (Beszterce 1911), Fegyelmi jog a közigazgatási szakban (Beszterce 1912), A magyar földközösségek igazgatóságának összes szabályai I-III. (Budapest, 1914) és Hadműveleti területek közigazgatása (Budapest, 1918) c. munkák.
Egy mélylélektani tanulmányát a pánikról az Imago c. bécsi pszichoanalitikai folyóirat közölte (1920). A két világháború között jelentős még az Erdélyi Múzeum 1933/4-6-os számában megjelent tanulmánya: A közjogi önkormányzat elve és egy elfelejtett régi erdélyi államjogász. Ebben Balia Sámuelnek, a 18. század második felében élt táblai asszesszornak állított emléket, aki "Erdélyország Közönséges Nemzeti Törvényeinek" szentelt munkájával 1791-ben mesterén, Werbőczyn túlmenően a király és a (nemesi) nép között létrejött szerződésről írt.